# متوسط التكلفة المتغيرة

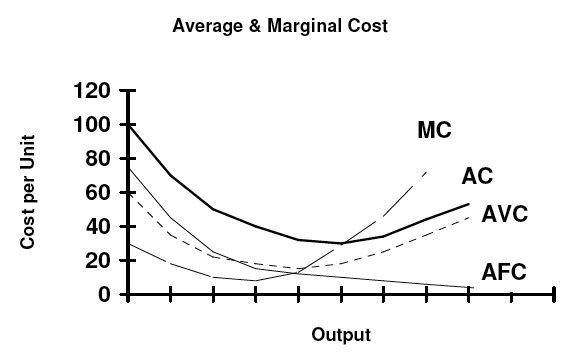

في الاقتصاد، متوسط التكلفة المتغيرة الذي يُرمز إليه بالرمز AVC هو عبارة عن التكاليف المتغيرة مقسومة على كمية الإنتاج، والتكاليف المتغيرة هي تلك التكاليف التي تختلف باختلاف الناتج.
{\displaystyle {\text{AVC}}={\frac {\text{VC}}{\text{Q}}}}
بحيث أن VC تُمثل التكاليف المُتغيرة، Q تُمثل كمية الإنتاج.
ومتوسط التكلفة الإجمالية هو ناتج جمع متوسط التكلفة المتغيرة مع متوسط التكلفة الثابتة.
{\displaystyle {\text{AVC}}+{\text{AFC}}={\text{ATC}}.}
ويتخذ منحنى متوسط التكلفة المتغيرة شكل حرف U، ينحدر من أعلى إلى أسفل و إلى اليمين، ويصل إلى أدنى حد ممكن، ثم يتجه من أسفل إلى أعلى و إلى اليمين.
أي أن AVC يتناقص في مراحل الإنتاج الأولى ثم يصل إلى حده الأدنى، ثم يبدأ بالزيادة في مراحل الإنتاج اللاحقة.